# Leptochilus moustiersensis
Leptochilus moustiersensis är en stekelart som beskrevs av Giordani Soika 1973. Leptochilus moustiersensis ingår i släktet Leptochilus och familjen Eumenidae. Inga underarter finns listade i Catalogue of Life.